# Trochulus biconicus
Trochulus biconicus es una especie de molusco gasterópodo de la familia Hygromiidae en el orden de los Stylommatophora.

## Distribución geográfica
Es endémica de Suiza.   